# Teneramente Licia/Quando arrivi tu
Teneramente Licia/Quando arrivi tu è il trentasettesimo singolo discografico della cantante italiana Cristina D'Avena pubblicato nel 1987 e distribuito da C.G.D. Messaggerie Musicali S.p.A.

## I brani
Entrambe le canzoni sono tratte dalla serie Teneramente Licia. Il lato A del singolo ospita Teneramente Licia, canzone composta da Ninni Carucci e scritta da Alessandra Valeri Manera nonché, sigla della serie omonima. Della canzone è stata pubblicata anche la versione strumentale.
Sul lato B, scritta dagli stessi autori, è incisa Quando arrivi tu canzone interna eseguita nel telefilm dall'artista col gruppo de i Bee Hive. Questa è estratta dall'album monografico Teneramente Licia e i Bee Hive.
Il 45 giri toccò la venticinquesima posizione in classifica.

## Tracce
- LP: FM 13180

Lato A
Testi di Alessandra Valeri Manera, musiche di Carmelo Carucci; edizioni musicali Canale 5 Music.
1. Teneramente Licia – 2:57

Lato B
Testi di Alessandra Valeri Manera, musiche di Carmelo Carucci; edizioni musicali Canale 5 Music.
1. Quando arrivi tu – 2:24

## Produzione
- Alessandra Valeri Manera – Produzione artistica e discografica
- Direzione Creativa e Coordinamento Immagine Mediaset – Grafica

## Produzione e formazione dei brani

### Teneramente Licia
- Carmelo Carucci – arrangiamento, tastiera e pianoforte
- Piero Cairo – programmazione synth
- Giorgio Cocilovo – chitarre
- Paolo Donnarumma – basso
- Flaviano Cuffari – batteria
- il Piccolo Coro dell'Antoniano – cori
- Mariele Ventre – direzione cori

### Quando arrivi tu
- Carmelo Carucci – arrangiamento, tastiera e pianoforte
- Piero Cairo – programmazione synth
- Giorgio Cocilovo – chitarre
- Paolo Donnarumma – basso
- Flaviano Cuffari – batteria
- Enzo Draghi – cori
- Moreno Ferrara – cori
- Ricky Belloni – cori
- Silvio Pozzoli – cori

## Pubblicazioni all'interno di album e raccolte
Teneramente Licia è stata pubblicata in diversi album e raccolte della cantante a differenza di Quando arrivi tu che, ha avuto solo due pubblicazioni di cui una su CD:
| Anno | Album                                               | Titolo            | Versione                                            |
| ---- | --------------------------------------------------- | ----------------- | --------------------------------------------------- |
| 1987 | Fivelandia 5                                        | Teneramente Licia | Versione originale                                  |
| 1987 | Teneramente Licia e i Bee Hive                      | Teneramente Licia | Versione originale                                  |
| 1987 | Teneramente Licia e i Bee Hive                      | Teneramente Licia | Base musicale strumentale                           |
| 1987 | Teneramente Licia e i Bee Hive                      | Quando arrivi tu  | Versione originale                                  |
| 1987 | Fivelandia TV                                       | Teneramente Licia | Videoclip utilizzato per la trasmissione televisiva |
| 1991 | Bim Bum Bam - Volume 1                              | Teneramente Licia | Versione originale                                  |
| 1992 | Le più belle canzoni di Cristina D'Avena - Volume 1 | Teneramente Licia | Versione originale                                  |
| 1997 | L'amore è magia                                     | Teneramente Licia | Versione originale                                  |
| 2004 | Fivelandia 22                                       | Teneramente Licia | Versione originale                                  |
| 2006 | Fivelandia 5 & 6                                    | Teneramente Licia | Versione originale                                  |
| 2006 | Fivelandia 5                                        | Teneramente Licia | Versione originale                                  |
| 2010 | Licia e i Bee Hive Story                            | Teneramente Licia | Versione originale                                  |
| 2010 | Licia e i Bee Hive Story                            | Teneramente Licia | Base musicale strumentale                           |
| 2010 | Licia e i Bee Hive Story                            | Quando arrivi tu  | Versione originale                                  |
| 2012 | Bim Bum Bam Compilation                             | Teneramente Licia | Versione originale                                  |
| 2013 | Cartoon in Love                                     | Teneramente Licia | Versione originale                                  |
| 2019 | Fivelandia Reloaded - Volume 5                      | Teneramente Licia | Versione originale                                  |